# ماركو فان دوين
ماركو فان دوين (بالهولندية: Marco van Duin)‏ (11 فبراير 1987 في هولندا - ) هو لاعب كرة قدم هولندي في مركز حراسة المرمى. لعب مع أياكس أمستردام وإن إي سي نيميخن وسبارتا روتردام ونادي فولندام ونادي هارلم والمير سيتي.

## وصلات خارجية
- ماركو فان دوين على موقع قاعدة بيانات كرة القدم.إي يو (الإنجليزية)
- ماركو فان دوين على موقع عالم كرة القدم.نت (الإنجليزية)